# Volker Depkat
Volker Depkat (* 26. Dezember 1965 in El Paso (Texas)) ist ein deutsch-US-amerikanischer Historiker.
Depkat studierte Geschichte, Englisch und Deutsch für Lehramt an der Rheinischen Friedrich-Wilhelms-Universität Bonn, an der University of Oregon, Eugene, sowie an der Georg-August-Universität Göttingen. 1992 legte er das Erste Staatsexamen in den Fächern Geschichte und Englisch in Göttingen ab und wurde 1996 mit einer Arbeit über die „Amerikabilder in politischen Diskursen. Deutsche Zeitschriften 1789–1830“ promoviert. Die Dissertation wurde mit dem Förderpreis des Deutsch-Amerikanischen-Akademischen Konzils und der Stadt Krefeld ausgezeichnet. Von 1997 bis 2003 war er Wissenschaftlicher Assistent am Lehrstuhl für Allgemeine Geschichte der Neuesten Zeit an der Ernst-Moritz-Arndt-Universität Greifswald. 2003 habilitierte er sich an der Universität Greifswald mit einer Studie über „Lebenswenden und Zeitenwenden. Deutsche Politiker und die Erfahrungen des 20. Jahrhunderts“. 2004/2005 war er als Wissenschaftlicher Oberassistent am John-F.-Kennedy-Institut für Nordamerikastudien der Freien Universität Berlin tätig. 2005 wurde er auf eine Universitätsprofessur für Amerikanistik an der Universität Regensburg berufen.

## Schriften (Auswahl)
Monographien
- American exceptionalism, London: Rowman & Littlefield 2021.
- Geschichte der USA, Stuttgart: Kohlhammer 2016.
- Geschichte Nordamerikas. Eine Einführung, Köln, Weimar, Wien: Böhlau 2008 (= Geschichte der Kontinente, Bd. 2).
- Lebenswenden und Zeitenwenden. Deutsche Politiker und die Erfahrungen des 20. Jahrhunderts, München: Oldenbourg 2007 (= Ordnungssysteme, Bd. 18).
- mit Astrid Blome: Von der ‚Civilisirung’ Rußlands und dem ‚Aufblühen’ Nordamerikas. Leitmotive der Aufklärung am Beispiel deutscher Rußland- und Amerikabilder, Bremen: edition lumiere 2002 (= Presse und Geschichte – Neue Beiträge, Bd. 2).
- Amerikabilder in politischen Diskursen. Deutsche Zeitschriften 1789–1830, Stuttgart: Klett-Cotta 1998 (= Sprache und Geschichte, Bd. 24).

Editionen
- Hrsg. mit Kurt Aland und Hermann Wellenreuther in Zusammenarbeit mit Beate Köster, Karl-Otto Strohmidel: Die Korrespondenz Heinrich Melchior Mühlenbergs. Aus der Anfangszeit des Deutschen Lutherthums in Nordamerika. Bd. 5: 1777–1787, Berlin, New York: Walter de Gruyter 2002.

Sammelbände/Themenhefte
- Hrsg. mit Wolfram Pyta: Briefe und Tagebücher zwischen Text und Quelle, Berlin: Duncker & Humblot 2021 (= Geschichts- und Literaturwissenschaft im Gespräch, Bd. 2).
- Hrsg. mit Britta Waldschmidt-Nelson: Cultural mobillity and knowledge formation in the Americas, Heidelberg: Winter 2019 (= Publikationen der Bayerischen Amerika-Akademie, Bd. 20).

- Hrsg. mit Wolfram Pyta: Autobiographie zwischen Text und Quelle, Berlin: Duncker & Humblot 2017 (= Geschichts- und Literaturwissenschaft im Gespräch, Bd. 1).
- Hrsg. mit Jürgen Martschukat: Religion and Politics. Transnational Historical Approaches, Washington DC/Baltimore: Johns Hopkins University Press 2013.
- Hrsg. mit Meike Zwingenberger: Visual Cultures – Transatlantic Perspectives, Heidelberg: Winter 2012.
- Hrsg. mit Piero Graglia: Die Entscheidung für Europa. Das Epochenbewußtsein deutscher und italienischer Politiker und das Projekt der europäischen Integration/Decidere l’Europa. La via verso l’Europa. Esperienza, mentalità e sfide politiche agli albori dell’integrazione europea, Tübingen: Niemeyer 2010.
- American History/ies in Germany. Assessments, Transformations, Perspectives. Themenheft der Zeitschrift Amerikastudien/American Studies 54, 3 (2009).
- Hrsg. mit Matthias Müller u. Andreas Urs Sommer: Wozu Geschichte(n)? Geschichtswissenschaft und Geschichtsphilosophie im Widerstreit, Stuttgart: Steiner 2004.